# Gyetva
Gyetva (szlovákul Detva) város Szlovákiában, a Besztercebányai kerület Gyetvai járásának székhelye.

## Fekvése
Zólyomtól 25 km-re keletre fekszik, a Szalatna (Slatina) völgyében.
Északnyugatról Kisócsa, északról (és egy rövid szakaszon nyugatról is) Nagyócsa, északkeletről Herencsvölgy, keletről Teknős és Krivány, délkeletről Divényoroszi, délről Budaszállás és Ábelfalva, délnyugatról Divényhuta, nyugatról pedig Dombszög és Végles községekkel (összesen 11 községgel) határos.
Kataszteri területe 68,0880 km², mely 8 városrészre oszlik:
- Gyetva
- Sulyok I. (Piešť I.)
- Sulyok II. (Piešť II.)
- Gyetva-lakótelep (Detva-sídlisko)
- Kostolná
- Krné
- Skliarovo
- Zapriechody

## Nevének eredete
A szlovák detva ifjúságot jelent.

## Története
A régészeti leletek tanúsága szerint területén már a korai bronzkorban éltek emberek. A lausitzi kultúra településének nyomait, bronz szekercéket, valamint a 9. századból származó kardot találtak itt.
A település 1638-ban a véglesi uradalom területén, Csáky László birtokán keletkezett. Első írásos említése 1696-ban „Detua” alakban történt. Lakói erdei munkákkal, állattartással, mezőgazdasággal foglalkoztak. A letelepedett pásztornépek a környező szlovák lakossággal keveredve sajátos kultúrát hoztak létre.
A 18. század végén Vályi András így ír róla: „DETVA. Népes tót falu Zólyom Vármegyében, földes Ura Hertzeg Eszterházy Uraság, lakosai katolikusok, fekszik Ó Zólyomhoz három mértföldnyire, határos Vigles hajdani Várral, legelője, fája épűletre, és tűzre elég, tejből jó keresettye, határja igen nagy, földgye középszerű, a’ községnek 12 Kila alá való földgye, réttye 15 kaszás alá való van, a’ Bánya Várasoktól nevezetesen Beztertzéhez négy, Selymetzhez hat mértföldnyire van, földgyének két harmadrésze soványas, hegyes, és kősziklás ’s Gyetva vizétöl is gyakorta öntöztetik, a’ második Osztályba tétettetett.”
1811-ben a település mezővárosi rangot kapott vásártartási joggal. Lakói épületfa, fazsindely és gabonakereskedéssel, mezőgazdasággal, faárukészítéssel, állattartással foglalkoztak.
Fényes Elek 1851-ben kiadott geográfiai szótárában így ír a faluról: „Detva, Zólyom m. tót mváros, Nógrád vármegye szélén. Határa roppant kiterjedésű, s rajta elszórva 363 szálások vannak. Bent a városban 2958 kath., a szálásokon 337 kath. lélek lakik. Van kath. paroch. temploma, üveghutája, fürészmalma, nevezetes marha- és juhtenyésztése, hires juhvására. F. u. h. Eszterházy. Ut. post. Nagy-Szalatna.”
A 19. század végén sok lakosa kivándorolt külföldre. A trianoni diktátumig Zólyom vármegye Nagyszalatnai járásához tartozott.
A szlovák nemzeti felkelés idején Gyetva a partizánok egyik központja volt. A németek 1944. október 24-én szállták meg. Környékén súlyos harcok folytak a németek és a partizánok között, amíg a várost 1945 február 20-án a szovjetek elfoglalták. 1955-ben a korábban Gyetvához tartozó Krivány önálló községgé alakult. 1960-tól a Zólyomi járáshoz tartozott. 1965-ben Gyetvát várossá, majd az 1996-os közigazgatási átszervezés óta járási központtá nyilvánították.

## Népessége
| Év:            | 1994.  | 2004.   | 2014.   | 2024.   |
| -------------- | ------ | ------- | ------- | ------- |
| Emberek száma: | 15 276 | 15 043  | 14 965  | 13 523  |
| Eltérés:       |        | -1,52 % | -0,51 % | -9,63 % |

| Év:            | 2023.  | 2024.   |
| -------------- | ------ | ------- |
| Emberek száma: | 13 629 | 13 523  |
| Eltérés:       |        | -0,77 % |

1828-ban 633 házában 3156 lakos élt.
1880-ban 10320-an lakták, ebből 9769 szlovák és 84 magyar anyanyelvű.
1890-ben 6268 lakosából 6096 szlovák és 83 magyar anyanyelvű volt.
1900-ban 6495 lakosából 6236 szlovák és 168 magyar anyanyelvű volt.
1910-ben 7339-en lakták: 7075 szlovák és 177 magyar anyanyelvű.
1921-ben 7515 lakosából 10 magyar és 7468 csehszlovák volt.
1930-ban 7324-en lakták: 14 magyar és 7224 csehszlovák.
1955-ben kivált Krivány község.
1991-ben 15039 lakosából 14535 szlovák és 32 magyar volt.
2001-ben 15122-en lakták, ebből 14534 szlovák és 36 magyar.
2011-ben 15 046 lakosából 13 092 szlovák és 17 magyar volt.
2021-ben 13 955 lakosából 13 012 (+74) szlovák, 125 (+86) cigány, 52 cseh, 26 magyar (+13; 0,19%), 16 ukrán, 7 vietnami, 7 horvát, 6 morva, 6 lengyel, 3 orosz, 3 (+2) ruszin, 3 olasz, 2 bolgár, 2 kínai, 2 angol, 1 ír, 1 német, 1 szerb, 1 román, 1 albán, 1 osztrák, 1 sziléziai, 7 egyéb és 669 ismeretlen nemzetiségű volt.

## Neves személyek
- Itt született 1861-ben Ottó József bölcseleti doktor, főreáliskolai tanár.
- Itt született 1882-ben Thurzó Gyula György, Szlovákia első tengeri hajóskapitánya.
- Itt született 1893-ban Pataki Maurus Pál bencés szerzetestanár.

## Nevezetességei
- Assisi Szent Ferenc tiszteletére szentelt római katolikus temploma 1804-ben épült a korábbi reneszánsz templom újjáépítésével.
- Népi hagyományait őrző szlovák település, faragott házai műemlékek, szép népviselete van. A városban 1966 óta minden évben folklórfesztivált rendeznek.
- Temetőjében fából faragott síremlékek találhatók, gazdagon díszítve színes figuratív és geometriai alakzatokkal. A Kálvária-dombon álló legrégibb, a 20. század első feléből származó faragott síremlékek műemléki védettség alatt állnak.
- A város felett terül el Európa legnagyobb rétegvulkánja, melynek mintegy 20 000 hektáros területe sajátos természeti kincsei miatt természetvédelem alatt áll. A vulkanikus láva különleges sziklaalakzatokat hozott létre.
- Gyetva hamarosan a nemesfémbányászat városa lehet, miután az elvégzett próbafúrások szerint 26 tonna arany található a közeli hegyben. A bányászat legkorábban 2015-ben indulhat meg.

## Képtár

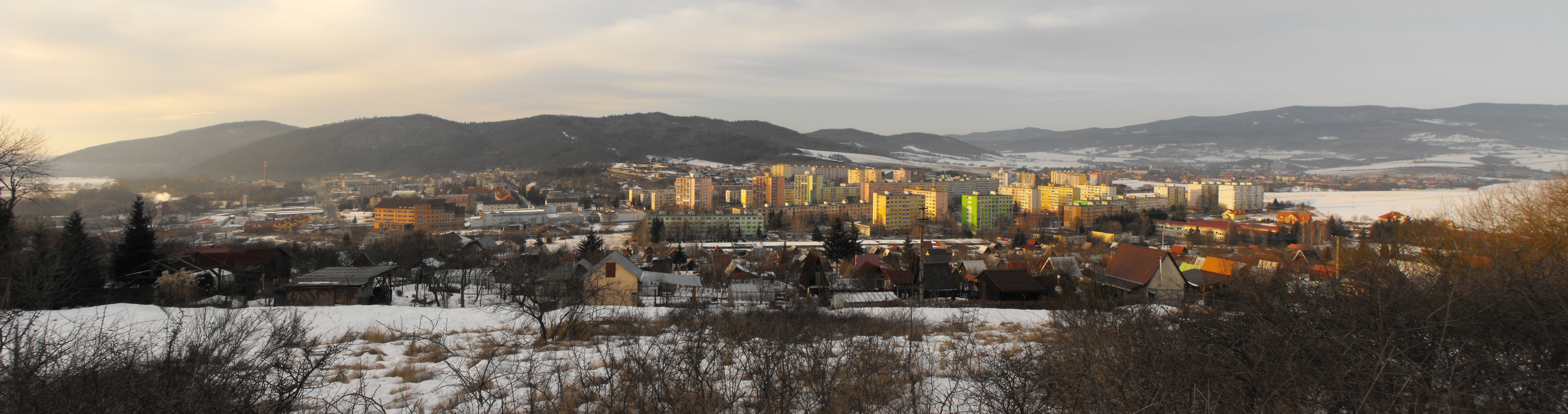
Gyetvai panoráma

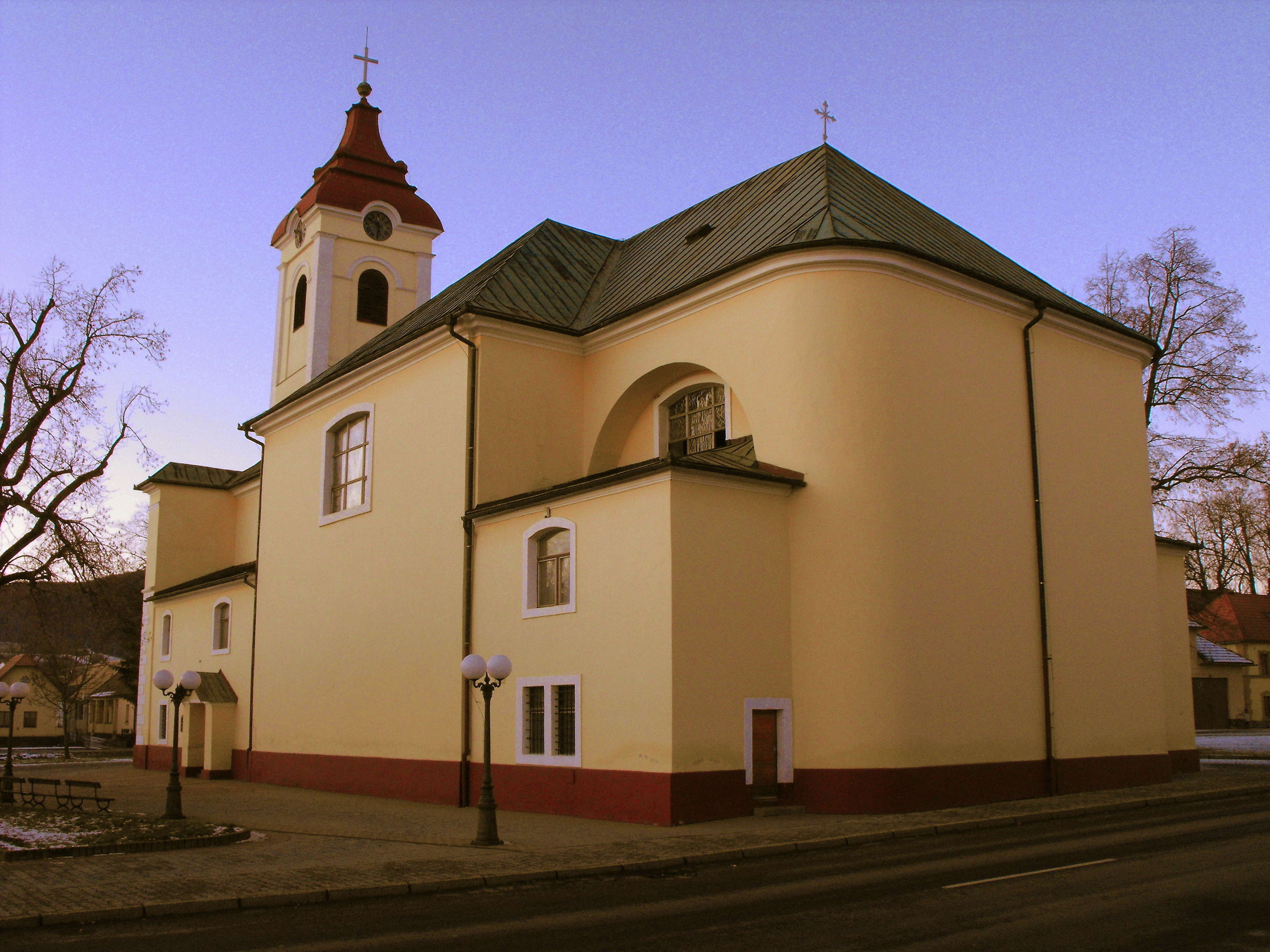
Assisi Szent Ferenc katolikus templom
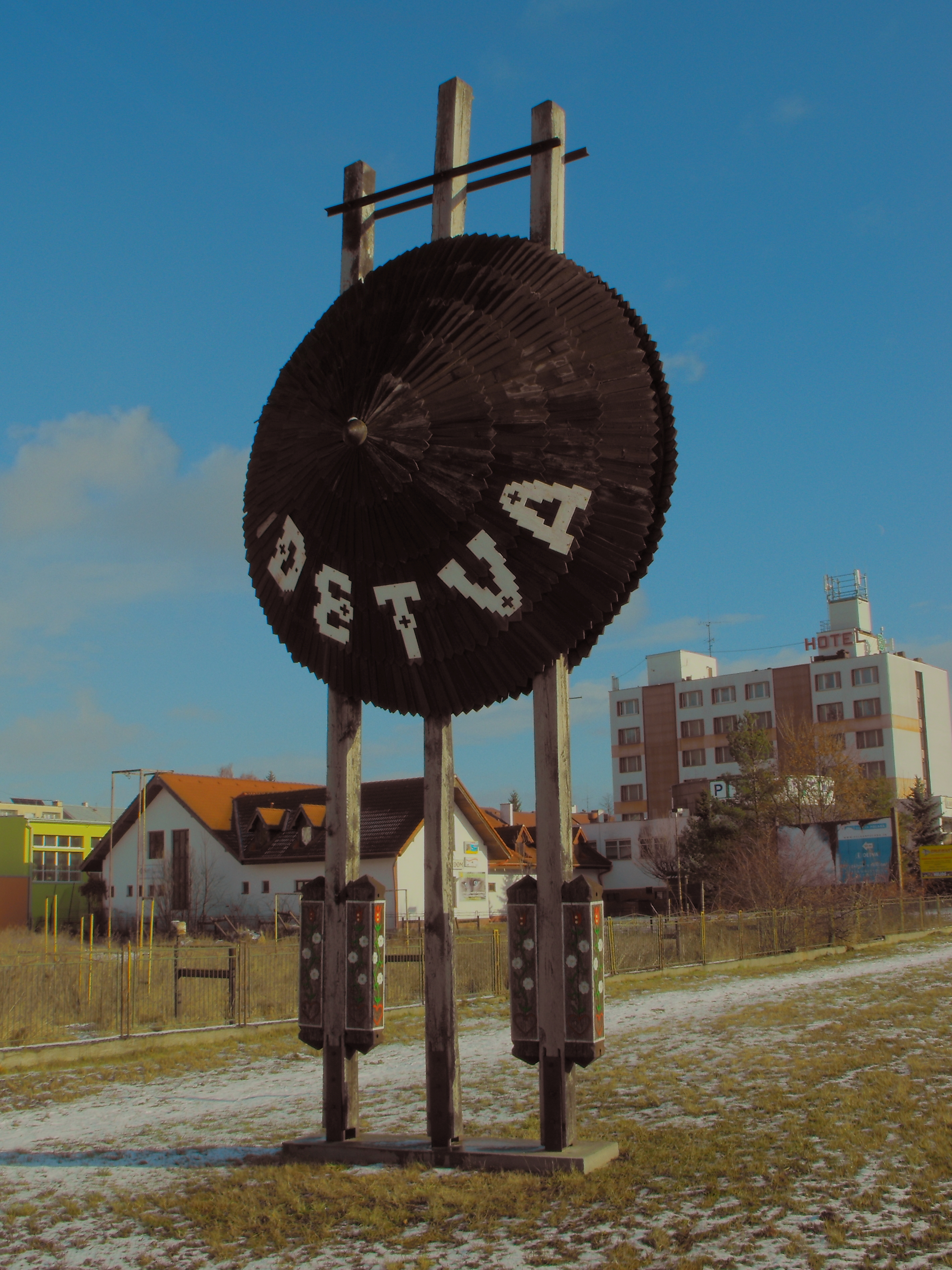
Üdvözlőtábla
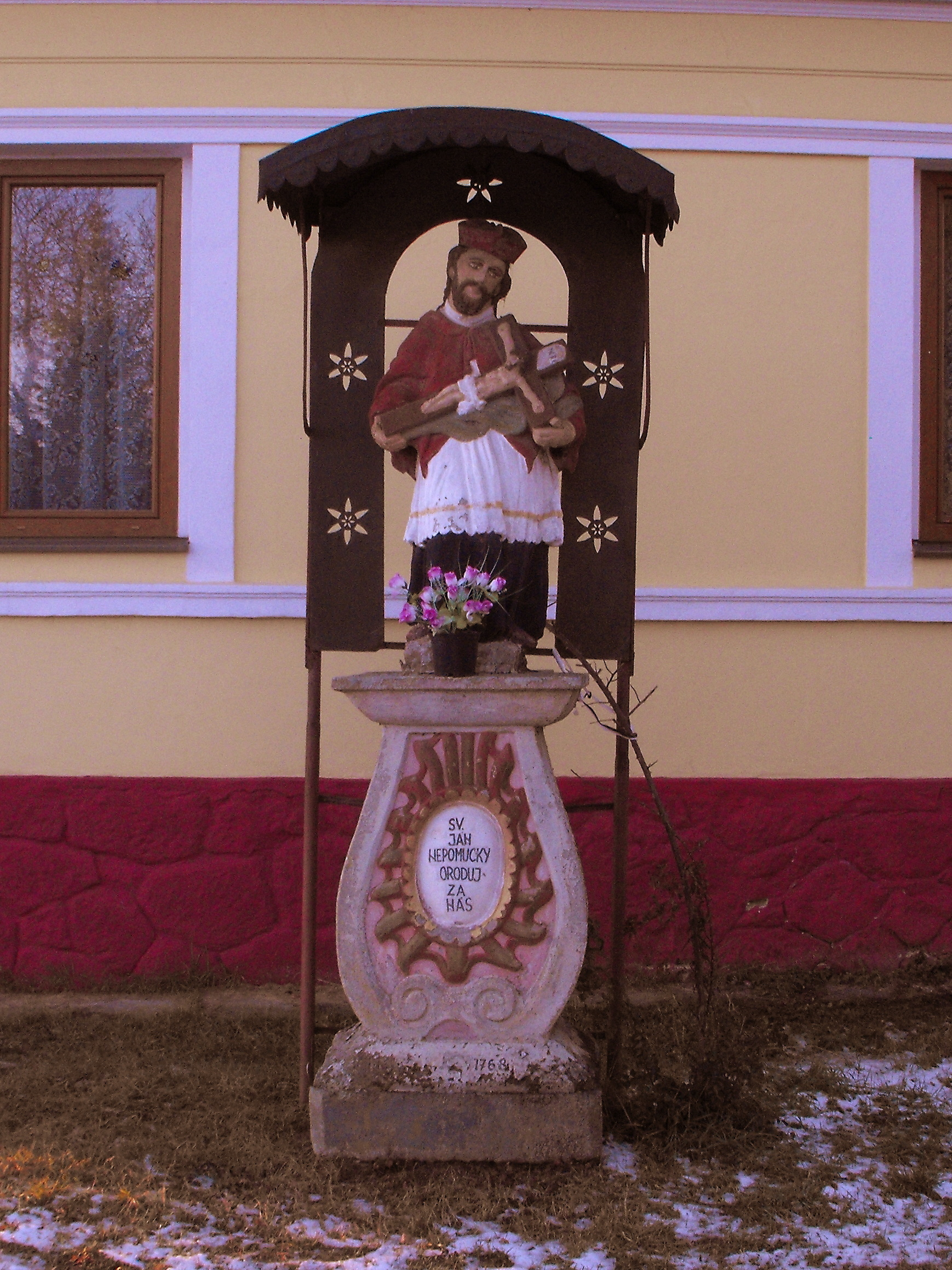
Nepomuki Szent János szobra
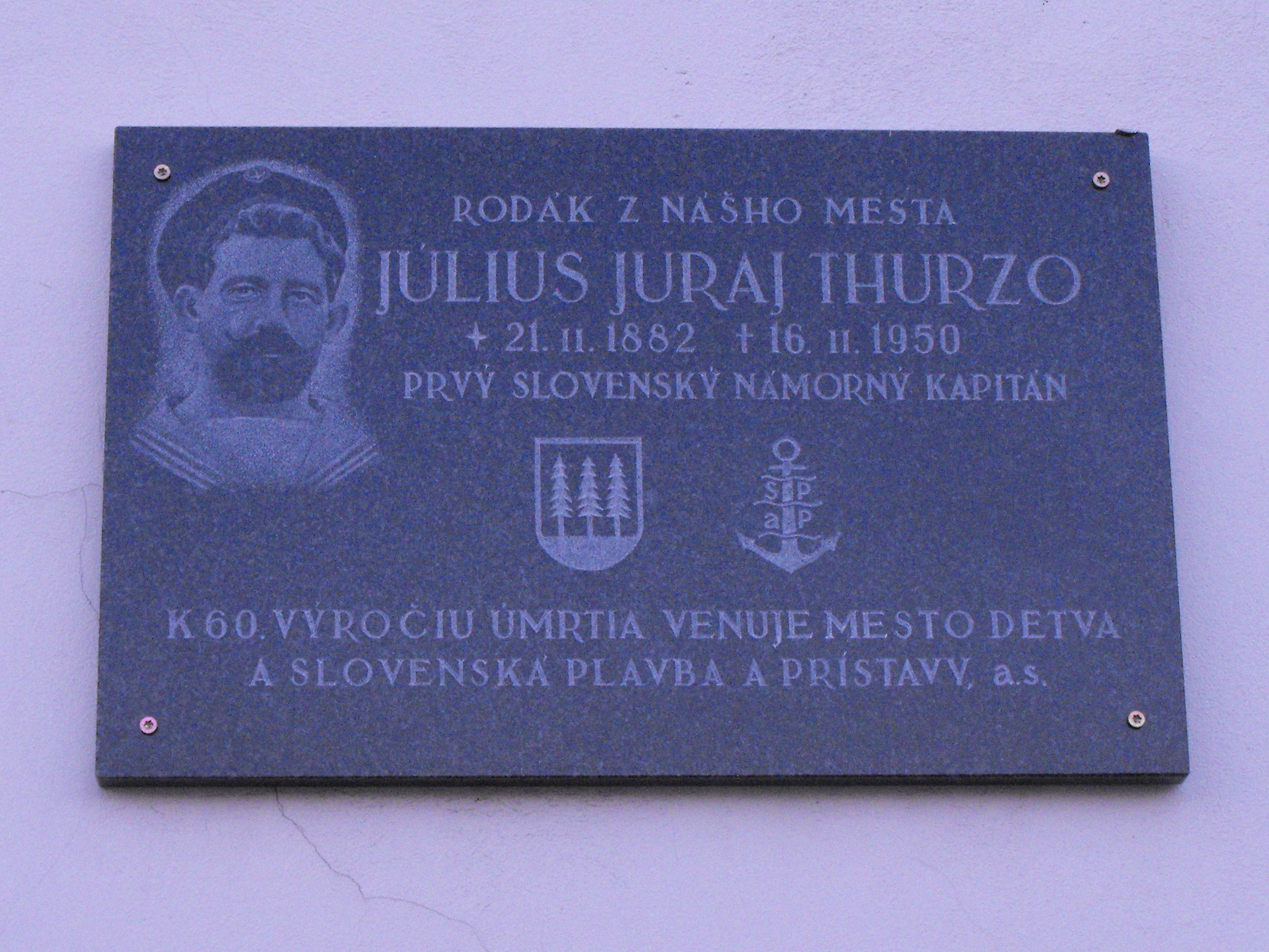
Thurzó Gyula György hajóskapitány emléktáblája
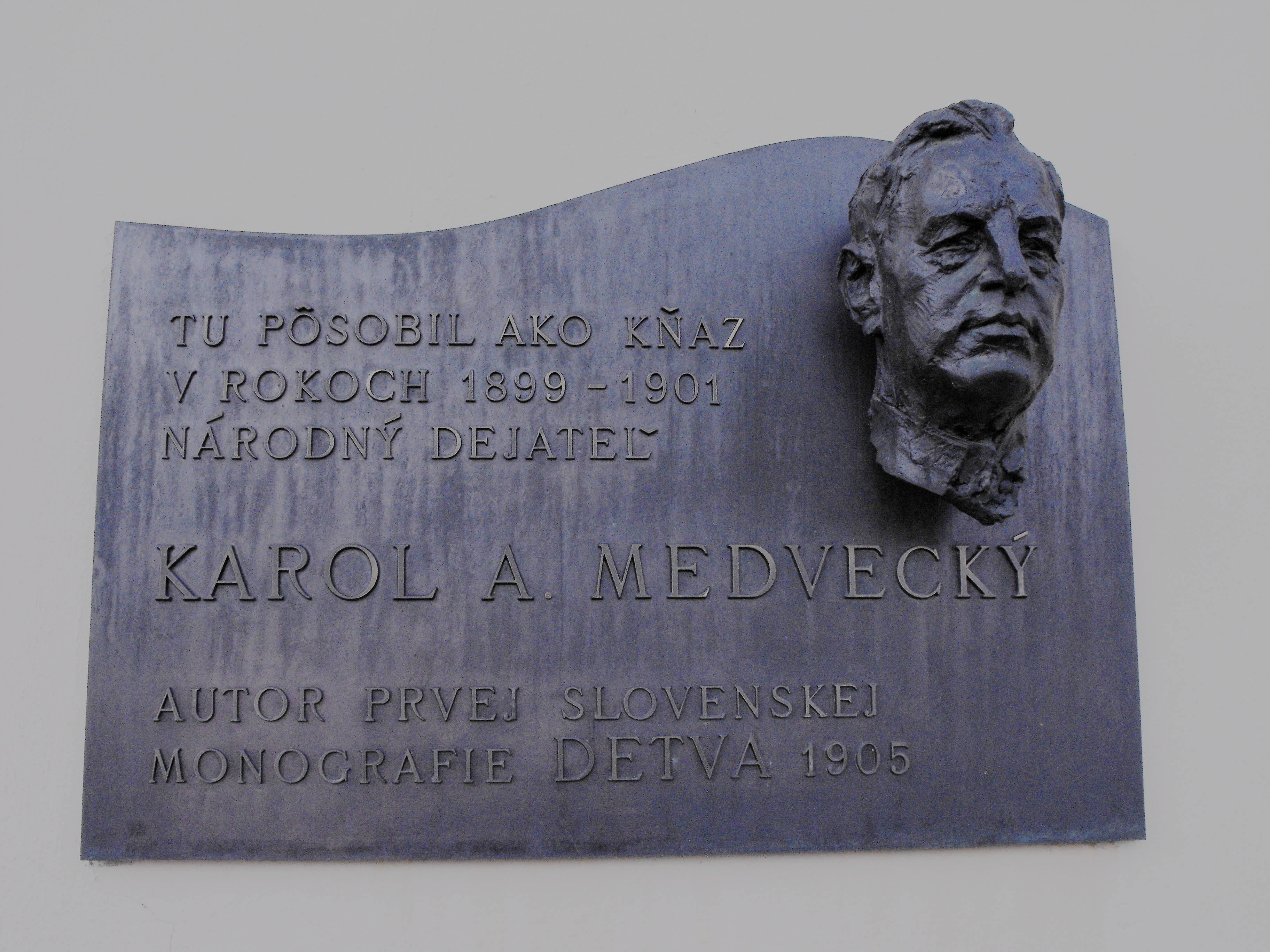
Karol A. Medvecký emléktáblája
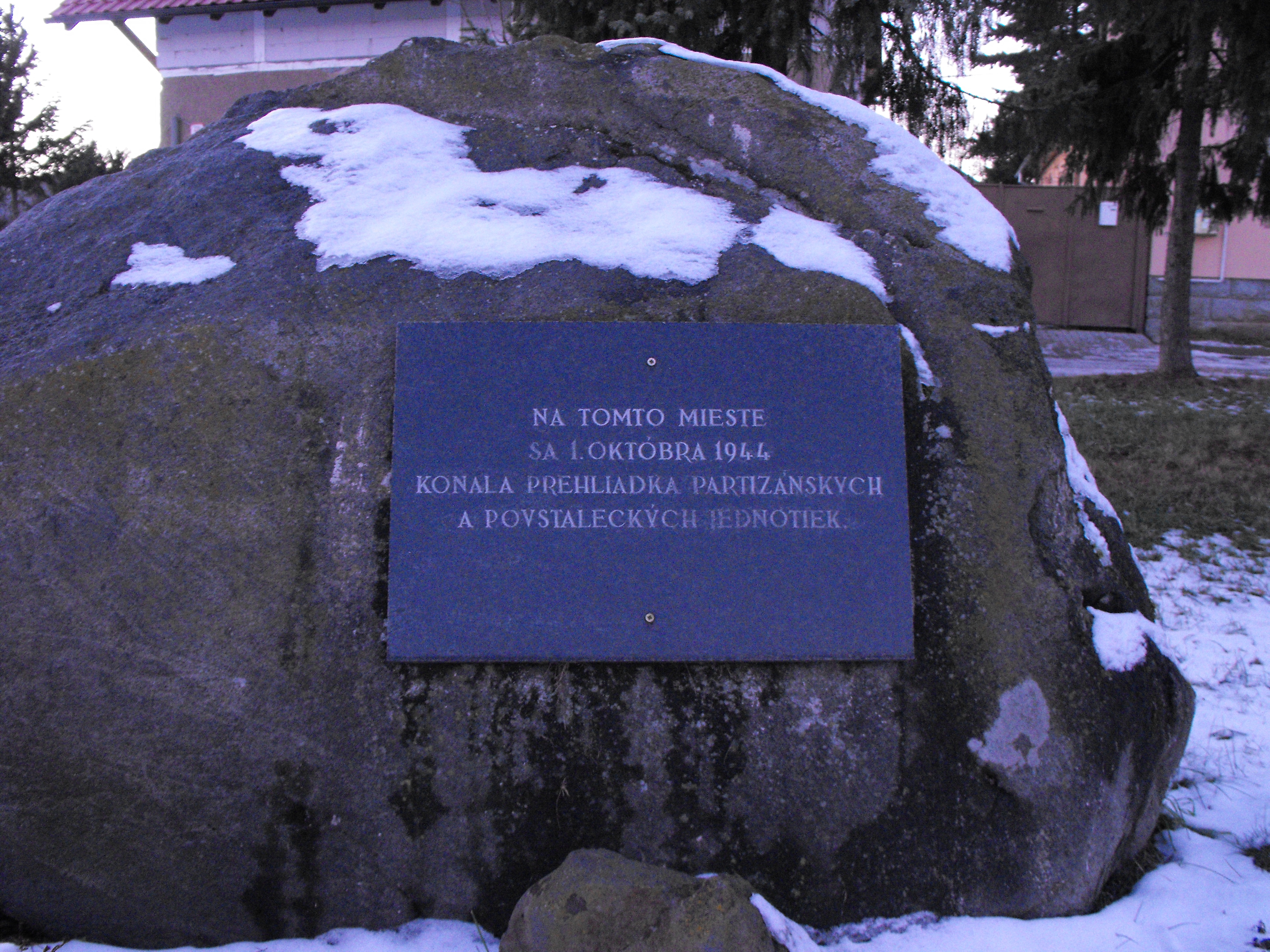
A Szlovák Nemzeti Felkelés emléktáblája
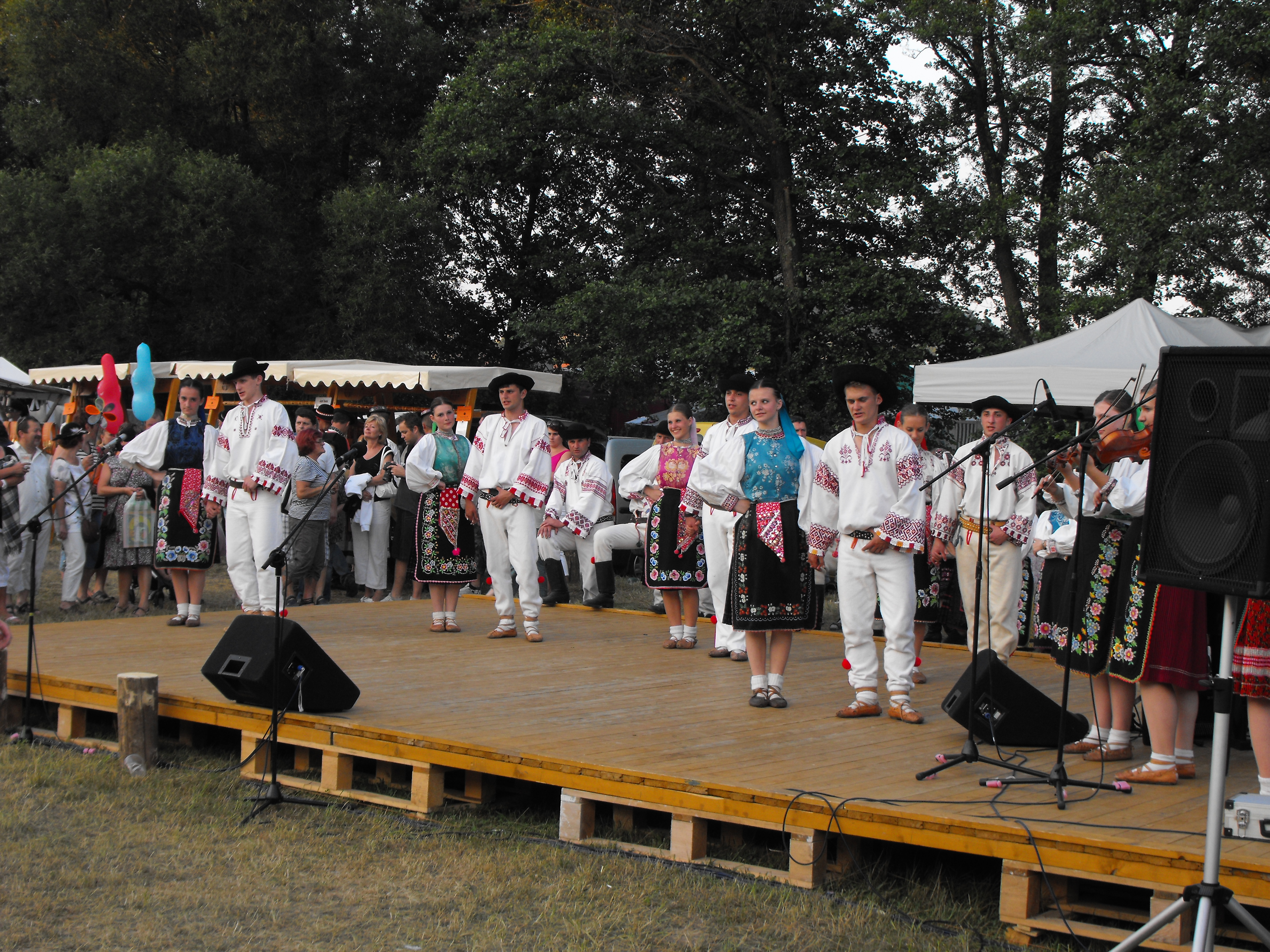
Folklórfesztivál

## Külső hivatkozások
- Gyetva város hivatalos honlapja
- Alapinformációk
- Tourist-channel.sk
- A gyetvai ipari park
- Gyetva rövid ismertetője
- E-obce.sk
- Több tonna aranyra bukkantak Közép-Szlovákiában, Bumm.sk, 2010. január 28.